# Venus från Malta

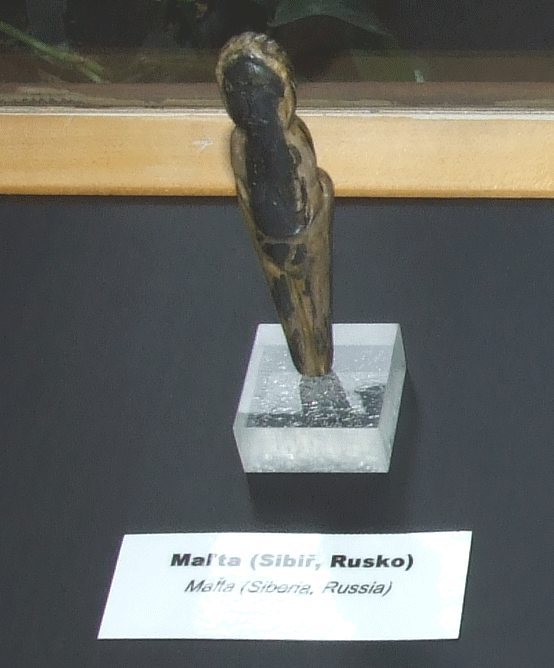
Venus från Malta.

Venus från Malta avser flera venusfiguriner från paleolitikum som upptäckts i Malta i Ryssland.
Maltafigurinerna är mellan 3,1 och 13,6 centimeter höga och snidade i mammutelfenben och bedöms vara omkring 23 000 år gamla. De påträffades i en grotta vid Malta vid Angarafloden nära Bajkalsjön i Irkutsk oblast i Sibirien i Ryssland.
Eremitaget i Sankt Petersburg har venusfiguriner från Malta i sina samlingar.